# جيل سانتوس
جيل سانتوس (بالإنجليزية: Gil Santos)‏ هو مقدم برامج إذاعية ومعلق رياضي أمريكي، ولد في 19 أبريل 1940 في ماساتشوستس في الولايات المتحدة، وتوفي في 19 أبريل 2018.